# Rabie Benchergui
Rabie Benchergui (sinh ngày 14 tháng 3 năm 1978 ở Oued Fodda, Algérie) is an Algerian international football player thi đấu ở vị trí tiền đạo cho OMR El Annasser ở Algerian Championnat National.

## Danh hiệu
- Vô địch Giải bóng đá Algérie 3 lần cùng với USM Alger năm 2002, 2003 và 2005
- Vô địch Cúp bóng đá Algérie 2 lần cùng với USM Alger năm 2003 và 2004
- Vào bán kết của CAF Champions League cùng với USM Alger năm 2003